# Tibouchina grossa
Tibouchina grossa är en tvåhjärtbladig växtart som först beskrevs av Carl von Linné d.y., och fick sitt nu gällande namn av Célestin Alfred Cogniaux. Tibouchina grossa ingår i släktet Tibouchina och familjen Melastomataceae. Inga underarter finns listade i Catalogue of Life.